# Acrocyrtidus simianshanensis
Acrocyrtidus simianshanensis là một loài bọ cánh cứng trong họ Cerambycidae.